# Matthäus an der Gassen
Matthäus an der Gassen (* um 1300 in Dorf Tirol; † 27. Oktober 1363 in Brixen) war von 1336 bis 1363 Fürstbischof des Bistums Brixen.

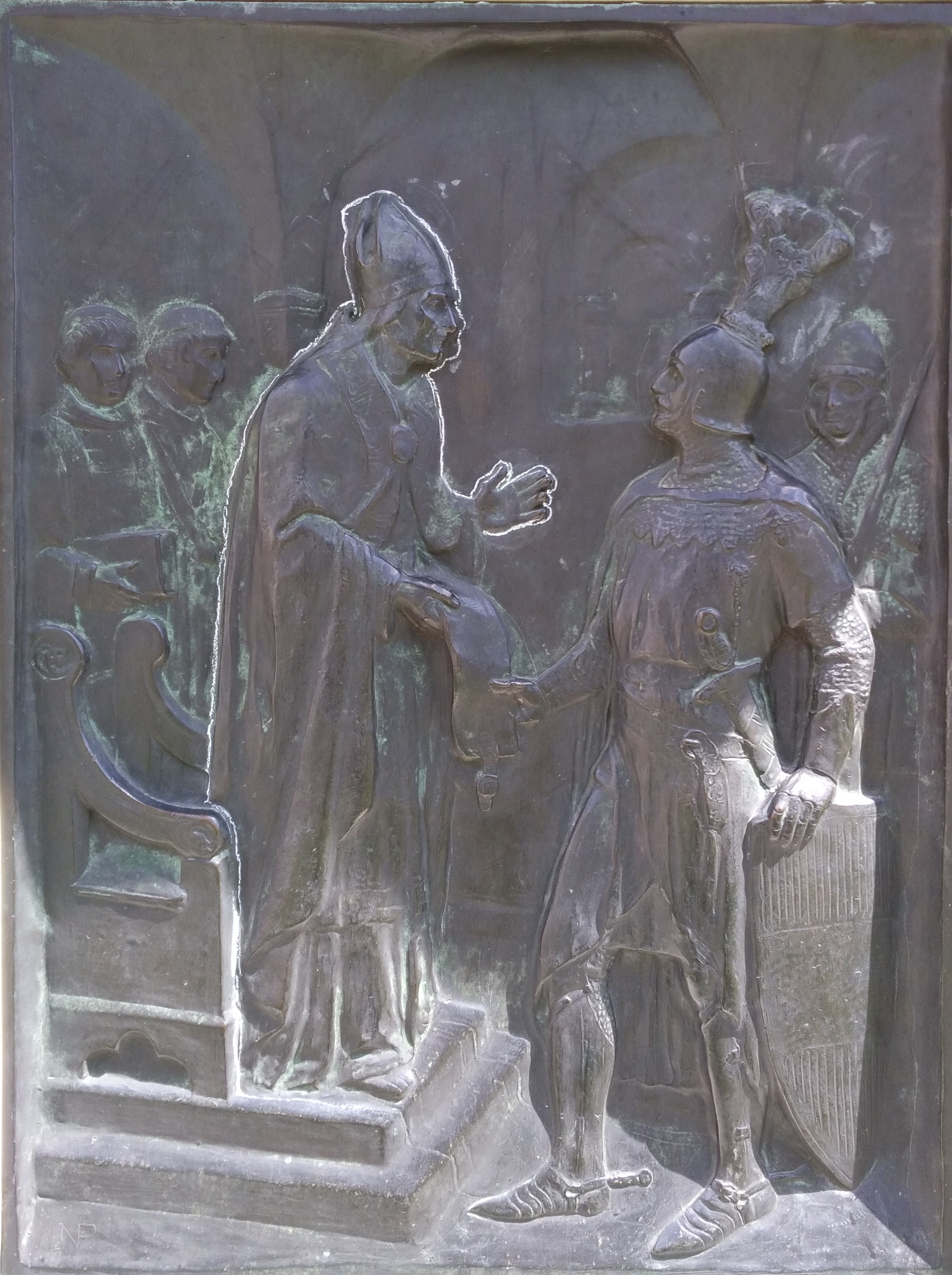
Fürstbischof Matthäus an der Gassen überträgt im Jahr 1363 in einer feierlichen Zeremonie dem Habsburger Rudolf IV. „dem Stifter“ das Brixner Lehen

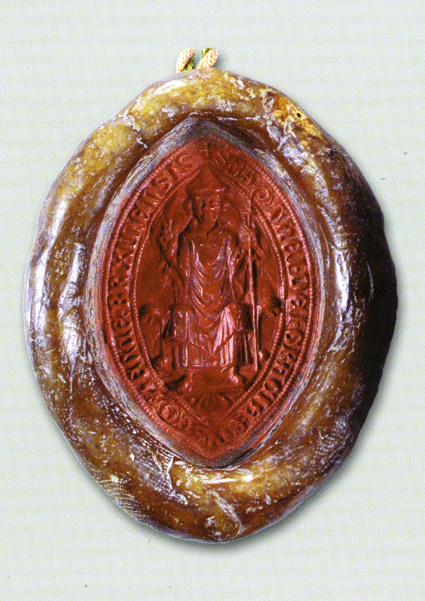
Hauptsiegel des Fürstbischofs Matthäus, Konzession und Originalsiegel im Staatsarchiv Bozen, Bischöfliches Archiv Brixen, Urkunde Nr. 1337

Er wird auch Matthäus Konzmann oder Matthäus Andergassen genannt.

Grabplatte von Bischof Matthäus am Brixner Dom

## Biographie

### Herkunft
Matthäus entstammt dem Geschlecht der Herren an der Gassen von Tirol, die Ministerialen der Grafen von Tirol waren und ihren Ansitz in Tirol oberhalb von Meran hatten. Die Eltern von Matthäus waren Heinrich an der Gassen zu Tirol und dessen Gattin Diemut. Heinrich hatte sieben Kinder: Diemut (verh. mit Ageman von Montani), Heinrich (Richter zu Salern, verh. mit Sophie), Jakob von Tramin (Burgpfleger auf Salern), Dietrich (Richter und Burggraf auf Salern, Richter zu Niedervintl und Pfunders), Johann, Konzmann oder Chunzman (Stadtrichter zu Matrei, verh. mit Agnes), nach dessen Vornamen in der älteren Geschichtsschreibung Matthäus’ Nachname gebildet wurde und Matthäus selbst. Seine Geschwister siegelten teilweise noch mit dem Siegel der Herren von Auer.

### Werdegang
Karl IV., der böhmische König und spätere Kaiser des Heiligen Römischen Reichs bewirkte, dass das Brixner Domkapitel am 20. November 1336 Matthäus an der Gassen zum neuen Fürstbischof von Brixen wählte. Über diese Wahl ist ein Dokument erhalten, das erstmals über eine Brixner Bischofswahl berichtet. Karl IV. machte Matthäus zunächst zum Domherren von Brixen, Pfarrer von Imst und Kaplan seines jüngeren Bruders Johann Heinrich auf Schloss Tirol. Johann war seit 1330 mit Margarete, der Tochter und Erbin des Landesfürsten von Tirol (Heinrich von Kärnten 1265–1335) vermählt.
Auf Verlangen Johanns und Karls wurde An der Gassen zum Bischof berufen. Am 23. November 1336 spendete ihm der Salzburger Erzbischof Friedrich III. von Leibnitz die Bischofsweihe; Matthäus blieb bis zu seinem Tod in diesem Amt. Matthäus an der Gassen wird als sehr flexibler und anpassungsfähiger Fürstbischof beschrieben.

### Vertreibung von Johann Heinrich und der neue Tiroler Graf Ludwig
Nachdem Johann Heinrich von Luxemburg 1341 aus Tirol vertrieben worden war und Ludwig IV. der Bayer (1314–1347) im Jahre 1342 Margarethe von Tirol veranlasst hatte, seinen Sohn Ludwig V. den Brandenburger zu heiraten, verhängte Papst Klemens IV. (1342–1352) über das Paar die Exkommunikation und über das Land Tirol das Interdikt. Als es anschließend zwischen den Luxemburgern und Wittelsbachern zum Kriege kam, übte Fürstbischof Matthäus kluge Zurückhaltung. Schließlich musste er sich aber, wenn er nicht wie der damalige Fürstbischof von Trient, Nikolaus von Brünn (1338–1347), verjagt werden wollte, mit dem gebannten Landesfürsten Ludwig verbinden.
Am 17. Dezember 1350 wurde Matthäus zum Kardinal berufen. Diese Berufung nahm er jedoch nicht an. 1353 wurde ein Friedensvertrag zwischen Ludwig V. und Brixen geschlossen, das Fürstentum Brixen war nun formal ein Teil der Grafschaft Tirol.

### Das Auftreten der Habsburger
Albrecht II. (1338–1358) vermittelte noch kurz vor seinem Tode die Aussöhnung Ludwigs und Margarethes mit der Kirche. Im Jahre 1359 wurde auch das Interdikt über das Land Tirol aufgehoben. Nachdem Margarethe, deren Gemahl 1361 und deren Sohn 1363 starben, Tirol aus Dankbarkeit für die erwiesenen Dienste im gleichen Jahre dem Habsburger Rudolf IV. (1358–1365) übertragen hatte, stellte sich auch Fürstbischof Matthäus auf die Seite der Habsburger und belehnte Rudolf IV. mit den bischöflichen Grafschaften. Als sich 1363 die Regentin Margarete von Tirol dem Habsburger Rudolf IV. anschloss, wechselte auch Bischof Matthäus von der Partei der Wittelsbacher zu den Habsburgern.

### Letzte Jahre und Tod
Matthäus, dem es gelang, im Gericht Thurn an der Gader mehrere Güter zu erlangen, erwarb auch Burg Gernstein bei Latzfons oberhalb Klausen samt Gericht. Mit Jakob von Avoscano stritt Matthäus 1350 wegen der Burg Andraz. Fürstbischof Matthäus an der Gassen von Tirol, der einen Schuldenberg von 4000 Gulden hinterließ und wegen Säumnis in der Abgabe päpstlicher Steuergelder sogar mit Zensuren bedroht wurde, starb am 27. Oktober 1363. Er wurde im Brixner Dom beigesetzt, sein Epitaph befindet sich an der nördlichen Außenseite des Querarms des Doms, am alten Friedhof in Brixen. Der Grabstein ist zerstückelt.